# Germarostes abruptus
Germarostes abruptus is een keversoort uit de familie Hybosoridae. De wetenschappelijke naam van de soort is voor het eerst geldig gepubliceerd in 1973 door Petrovitz.